# Earl of Shrewsbury

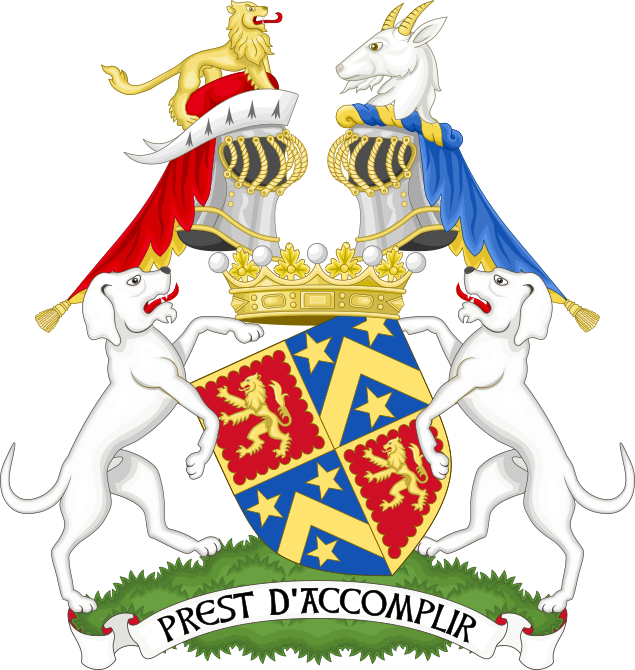
Wappen der Earls of Shrewsbury seit 1858

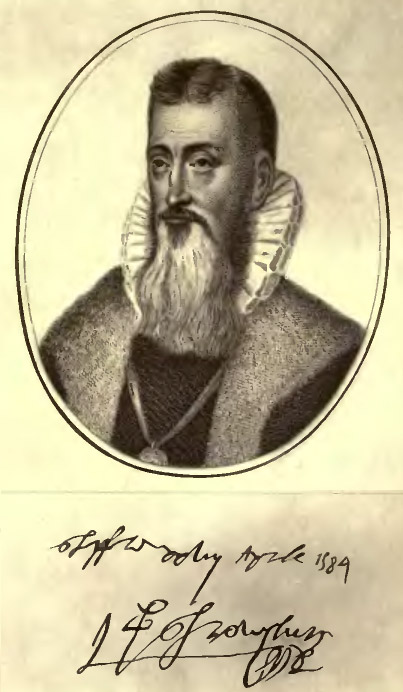
George Talbot, 6. Earl of Shrewsbury

Earl of Shrewsbury ist ein erblicher britischer Adelstitel, der zweimal in der Peerage of England verliehen wurde und nach der Stadt Shrewsbury in Shropshire benannt ist.

## Verleihungen

### Erste Verleihung
Die erste Verleihung ging 1074 an Roger II. de Montgommery einen der wichtigsten Berater Wilhelms des Eroberers. Der Titel wurde 1102 eingezogen, als der 3. Earl, Robert of Bellême sich gegen Heinrich I. erhob und sich der Invasion Roberts von der Normandie anschloss. Diese Earls of Shrewsbury werden manchmal auch als Earl of Shropshire bezeichnet.

### Zweite Verleihung
Am 20. Mai 1442 wurde der Titel für John Talbot, 7. Baron Talbot, einen englischen General des Hundertjährigen Kriegs, neu geschaffen. Er hatte von seinen Vorfahren bereits die Titel Baron Talbot (geschaffen 1331) und Baron Strange of Blackmere (geschaffen 1309) geerbt, beide in der Peerage of England. Er wurde am 17. Juli 1446 auch zum Earl of Waterford in der Peerage of Ireland sowie zum erblichen Lord High Steward of Ireland erhoben. Die beiden Earlswürden sind seither vereinigt.
Bevor sein Sohn ihn 1453 als 2. Earl beerbte, hatte dieser um 1425 von seiner Mutter den 1295 geschaffenen Titel 7. Baron Furnivall geerbt, der ebenfalls zum nachgeordneten Titel der Earlswürde wurde.
Beim Tod des 7. Earls 1616, der drei Töchter aber keinen Sohn hatte, fielen die drei alten Baronien in die Abeyance, während die beiden Earlswürden auf den jüngeren Bruder übergingen.
Der 12. Earl war ein bedeutender Politiker seiner Zeit. Er wurde am 30. April 1694 in der Peerage of England zum Duke of Shrewsbury und Marquess of Alton erhoben. Beide Titel erloschen, als er 1718 kinderlos verstarb. Der Anspruch auf die beiden Earlswürden fielen an dessen Cousin als de iure 13. Earl, einen Priester, der es unterließ den Titel formal wirksam geltend zu machen, und bei dessen Tod 1743 an dessen Neffen, die Titel als 14. Earl wieder einnahm.
Nach dem Tod des kinderlosen 17. Earls 1856 kam es zu einem langen und kostenträchtigen Rechtsstreit um die beiden Earlswürden, den dessen Onkel elften Grades Henry Chetwynd-Talbot, 3. Earl of Talbot 1858 für sich entscheiden konnte. Dieser hatte bereits die Titel 3. Earl Talbot und 3. Viscount Ingestre, beide aus dem Jahr 1784, sowie 4. Baron Talbot of Hensol (geschaffen 1733) inne, die allesamt zur Peerage of Great Britain gehören.
Als Lord High Steward of Ireland darf der Earl of Shrewsbury bei den Krönungsfeierlichkeiten der britischen Monarchen einen weißen Stab tragen. Der Earl of Shrewsbury und Earl of Waterford ist Premier Earl on the Rolls of England and Ireland, da es sich bei den beiden Titeln um die ältesten Earlswürde der Peerage of England bzw. Peerage of Ireland handelt, die als primärer Titel geführt werden. Den älteren englischen Titel des Earl of Arundel trägt der Duke of Norfolk, den älteren irischen Titel des Earl of Kildare trägt der Duke of Leinster als nachgeordneten Titel.
Familiensitz der Earls war bis 1924 Alton Towers in Staffordshire und ist heute Wanfield Hall in Staffordshire.

## Liste der Earls of Shrewsbury

### Earls of Shrewsbury, erste Verleihung (1074)
- Roger de Montgomerie, 1. Earl of Shrewsbury († 1094)
- Hugh of Montgomery, 2. Earl of Shrewsbury († 1098)
- Robert of Bellême, 3. Earl of Shrewsbury (1052–1113) (Titel 1102 aberkannt)

### Earls of Shrewsbury, zweite Verleihung (1442)
- John Talbot, 1. Earl of Shrewsbury, 1. Earl of Waterford (1390–1453)
- John Talbot, 2. Earl of Shrewsbury, 2. Earl of Waterford (1413–1460)
- John Talbot, 3. Earl of Shrewsbury, 3. Earl of Waterford (1448–1473)
- George Talbot, 4. Earl of Shrewsbury, 4. Earl of Waterford (1468–1538)
- Francis Talbot, 5. Earl of Shrewsbury, 5. Earl of Waterford (1500–1560)
- George Talbot, 6. Earl of Shrewsbury, 6. Earl of Waterford (1528–1590)
- Gilbert Talbot, 7. Earl of Shrewsbury, 7. Earl of Waterford (1552–1616)
- Edward Talbot, 8. Earl of Shrewsbury, 8. Earl of Waterford (1561–1617)
- George Talbot, 9. Earl of Shrewsbury, 9. Earl of Waterford (1567–1630)
- John Talbot, 10. Earl of Shrewsbury, 10. Earl of Waterford (1601–1654)
- Francis Talbot, 11. Earl of Shrewsbury, 11. Earl of Waterford (1623–1668)
- Charles Talbot, 1. Duke of Shrewsbury, 12. Earl of Shrewsbury, 12. Earl of Waterford (1660–1718)
- Gilbert Talbot, de iure 13. Earl of Shrewsbury, de iure 13. Earl of Waterford (1673–1743)
- George Talbot, 14. Earl of Shrewsbury, 14. Earl of Waterford (1719–1787)
- Charles Talbot, 15. Earl of Shrewsbury, 15. Earl of Waterford (1753–1827)
- John Talbot, 16. Earl of Shrewsbury, 16. Earl of Waterford (1791–1852)
- Bertram Talbot, 17. Earl of Shrewsbury, 17. Earl of Waterford (1832–1856)
- Henry Chetwynd-Talbot, 18. Earl of Shrewsbury, 18. Earl of Waterford, 3. Earl Talbot (1803–1868)
- Charles Chetwynd-Talbot, 19. Earl of Shrewsbury, 19. Earl of Waterford, 4. Earl Talbot (1830–1877)
- Charles Chetwynd-Talbot, 20. Earl of Shrewsbury, 20. Earl of Waterford, 5. Earl Talbot (1860–1921)
- John Chetwynd-Talbot, 21. Earl of Shrewsbury, 21. Earl of Waterford, 6. Earl Talbot (1914–1980)
- Charles Chetwynd-Talbot, 22. Earl of Shrewsbury, 22. Earl of Waterford, 7. Earl Talbot (* 1952)

Titelerbe (Heir apparent) ist der Sohn des jetzigen Earls, James Chetwynd-Talbot, Viscount Ingestre (* 1978).